# Carl Wilhelm Oseen
Carl Wilhelm Oseen, född 17 april 1879 i Lund, död 7 november 1944 i Engelbrekts församling i Stockholm, var en svensk matematiker och teoretisk fysiker.

## Biografi
Oseen studerade från 1896 vid Lunds universitet, där han 1900 blev filosofie licentiat, 1903 filosofie doktor, 1902 docent i matematik samt tillförordnad professor i matematik 1904–1906 och 1907–1910. Han var 1909–1933 professor i mekanik och matematisk fysik vid Uppsala universitet. Från 1933 var han föreståndare för Vetenskapsakademiens Nobelinstitut. Han var från 1907 ledamot av Fysiografiska sällskapet i Lund, från 1910 av Vetenskapssocieteten i Uppsala, från 1920 av Vetenskaps- och vitterhetssamhället i Göteborg, från 1921 av Vetenskapsakademien och från 1934 av Ingenjörsvetenskapsakademien.
Efter att Oseen 1922 valts in i Vetenskapsakademiens Nobelkommitté för fysik, som tidigare saknat en teoretisk fysiker, föreslog  Oseen att Albert Einstein skulle tilldelas Nobelpriset i fysik 1921 för arbetet rörande den fotoelektriska effekten (1921 års pris delades ut vid prisutdelningen den 10 december 1922).
Oseen var en produktiv forskare och författare, även populärvetenskapligt. Han förnyade hydrodynamiken bland annat genom den "asymptotiska teorin" som tog hänsyn till vätskornas inre friktion. Hans teorier vidareutvecklades av bland andra Nils Zeilon och Hilding Faxén. Oseen lade också grunden till elasticitetsteorin för flytande kristaller och gav tillsammans med Horace Lamb namn åt Lamb-Oseen-virvlarna. 
Efter artikeln 1918 i Vetenskapen och livet inledde den fysikintresserade hovrättsnotarien Sten Lothigius en brevväxling med C.W. Oseen, som resulterade i att Svenska Fysikersamfundet grundades den 16 oktober 1920. Oseen valdes till ordförande och Lothigius blev kassör. Årsskriften Kosmos började utges. Deras åsikter om Einsteins relativitetsteori kom dock att skilja dem åt. Amatören Lothigius gillade inte den abstrakta relativitetsteorin och drog sig inte ens för antisemitiska utfall för att smutskasta Einstein.
Oseen är begravd på Uppsala gamla kyrkogård.

## Skrifter
- Bidrag till teorien för vågrörelse i strömmar (1901)
- Om ett fall af hvirfvelrörelse i en vätska (1902)
- Om Dirichlets problem vid värmeledningsekvationen (1907)
- Frågan om viljans frihet betraktad från naturvetenskaplig synpunkt (1909)
- Tid, rum och materia (1909)
- Zur Theorie des Flüssigkeitswiderstandes (1914)
- Über die Möglichkeit ungedämpfter Schwingungen nach der Maxwell-Lorentzschen Theorie und über die Plancksche Strahlungstheorie (1914)
- Das Bohrsche Atommodell und die Maxwellschen Gleichungen (1915)
- Zur Kritik der Elektronentheorie der Metalle (1916)
- Sur la representation analytique de la vitesse dans certains problèmes d'hydrodynamique (1917)
- "Sambandet mellan ljus och elektricitet" i Vetenskapen och livet (1918)
- Atomiska föreställningar i nutidens fysik : Tid, rum och materia : Femton föreläsningar (1919), populärvetenskaplig framställning.
  - Litteraturanmälan av H.A. Kramers i danska Matematisk Tidsskrift 1920
- "Omkring relativitetsteorien" i Kosmos (1921)
  - Edvard Westin publicerade som svar Några anmärkningar beträffande C. W. Oseens avhandling "Omkring relativitetsteorien" (1922)
- "Den fotoelektriska effekten" i Kosmos (1921)
- Versuch einer kinetischen Theorie der kristallinischen Flüssigkeiten (3 delar, 1921-1923)
- Die Einsteinsche Nadelstichstrahlung und die Maxwellschen Gleichungen (1922)
- Albert Victor Bäcklund : Minnesteckning (1924)
- Samuel Klingenstiernas levnad och verk : biografisk skildring (1925)
- Über eine mögliche Erklärung der von Ingersoll entdeckten unmagnetischen Nickelschichten (1925)
- Über eine potentialtheoretische Randwertaufgabe aus der Hydrodynamik (1926)
- Neuere Methoden und Ergebnisse in der Hydrodynamik (1927)
- Die anisotropen Flüssigkeiten : Tatsachen und Theorien (1929)
- Das hydrodynamische Randwertproblem (1930)
- (red., tillsammans med Waloddi Weibull) Verhandlungen des 3. Internationalen Kongresses für technische Mechanik / Proceedings of the 3rd International congress for applied mechanics (1931)
- Probleme für die Theorie der anisotropen Flüssigkeiten (1931)
- Das Fundamentalintegral des wellenmechanischen Keplerproblems (1931)
- Fysikens rumskonstruktion (1932)
- Über Beziehungen zwischen Potentialtheorie und Liniengeometri (1934)
- Om den nya atomfysiken (1934)
- Platons idélära och matematiken (1935), Föredrag vid presidiets nedläggande, hållet den 10 april 1935.
- Allvar Gullstrand : Minnesteckning (1935)
- Une méthode nouvelle de l'optique géométrique (1936)
- Johan Carl Wilcke : experimentalfysiker (1939)
- Isaac Newton (1939)
- Torbern Bergman och Carl Wilhelm Scheele (1940)
- Carl Wilhelm Scheele, Manuskript : 1756-1777 (1942), utgivna av C.W. Oseen.